# Rumænien ved sommer-OL 2024
Rumænien deltog i sommer-OL 2024 i Paris, Frankrig, fra den 26. juli til den 11. august 2024.
Udøvere for Rumænien vandt totalt ni medaljer.

## Medaljer
| 2024 Paris | Guld | Sølv | Bronze | Total |
| Rumænien   | 3    | 4    | 2      | 9     |

### Medaljevinderne
| Rumænien under sommer-OL 2024 i Paris | Rumænien under sommer-OL 2024 i Paris | Rumænien under sommer-OL 2024 i Paris | Rumænien under sommer-OL 2024 i Paris | Rumænien under sommer-OL 2024 i Paris |
| Medalje                               | Navn | Sport                                 | Event                                 | Dato                                  |
| ------------------------------------- | --- | ------------------------------------- | ------------------------------------- | ------------------------------------- |
| Guld                                  | David Popovici | Svømning                              | Mændenes 200 m fri                    | 29. juli                              |
| Guld                                  | Andrei Cornea Marian Enache | Roning                                | Men's double sculls                   | 1. august                             |
| Guld                                  | Adriana Adam Roxana Anghel Amalia Bereș Ancuța Bodnar Maria Lehaci Victoria-Ștefania Petreanu Maria-Magdalena Rusu Simona Radiș Ioana Vrînceanu | Roning                                | Women's eight                         | 3. august                             |
| Sølv                                  | Ancuța Bodnar Simona Radiș | Roning                                | Women's double sculls                 | 1. august                             |
| Sølv                                  | Roxana Anghel Ioana Vrînceanu | Roning                                | Women's coxless pair                  | 2. august                             |
| Sølv                                  | Ionela Cozmiuc Gianina van Groningen | Roning                                | Women's lightweight double sculls     | 2. august                             |
| Sølv                                  | Mihaela Cambei | Vægtløftning                          | Women's 49 kg                         | 7. august                             |
| Bronze                                | David Popovici | Svømning                              | Mændenes 100 m fri                    | 31. juli                              |
| Bronze                                | Ana Bărbosu | Gymnastik                             | Women's floor                         | 5. august                             |